# Spirocypris tuberculata
Spirocypris tuberculata är en kräftdjursart som först beskrevs av Sharpe 1908.  Spirocypris tuberculata ingår i släktet Spirocypris och familjen Cyprididae. Inga underarter finns listade i Catalogue of Life.